# Orahovića Gornja
Orahovića Gornja är en ort i Bosnien och Hercegovina.   Den ligger i entiteten Federationen Bosnien och Hercegovina, i den centrala delen av landet, 90 km norr om huvudstaden Sarajevo. Orahovića Gornja ligger 351 meter över havet och antalet invånare är 1 857.
Terrängen runt Orahovića Gornja är huvudsakligen kuperad, men den allra närmaste omgivningen är platt. Runt Orahovića Gornja är det ganska tätbefolkat, med 93 invånare per kvadratkilometer.. Närmaste större samhälle är Orahovica Donja, 4,1 km sydväst om Orahovića Gornja. 
Omgivningarna runt Orahovića Gornja är en mosaik av jordbruksmark och naturlig växtlighet.